# Georg Johnsson
Ernst Georg Johnsson (Brunflo, 2 marzo 1902 – 31 maggio 1960) è stato un ciclista su strada svedese.

## Palmarès

### Olimpiadi
- Bronzo a Amsterdam 1928 nella corsa a squadre.